# Lasioglossum parvulum
Lasioglossum parvulum är en biart som först beskrevs av Schenck 1853.  Lasioglossum parvulum ingår i släktet smalbin, och familjen vägbin. Arten har ej påträffats i Sverige. Inga underarter finns listade i Catalogue of Life.